# Fusillade de Rock Hill
La fusillade de Rock Hill est une fusillade survenue le 7 avril 2021 au cours de laquelle six personnes, dont deux enfants, ont été tuées par balle dans une maison à Rock Hill, en Caroline du Sud, aux États-Unis. Phillip Adams, un ancien joueur de la National Football League, est l’auteur des faits.
Le 8 avril 2021, le bureau du shérif du comté de York (en) a déclaré lors d'une conférence de presse que l'auteur était Phillip Adams, confirmé par son père Alonzo Adams. Un porte-parole du bureau du shérif du comté de York a déclaré que l'agresseur avait été identifié et qu'ils étaient en train de fouiller sa maison. La police a également déclaré qu'aucune autre personne n’était impliquée. Selon le bureau des coroners, Phillip Adams s'est par la suite suicidé avec une arme de poing de calibre .45.

## Fusillade
La police a reçu des appels au 911 à partir de 16 h 45 HAE. Un voisin a appelé après avoir entendu des coups de feu, ainsi qu'un réparateur qui avait été abattu. Les policiers qui ont répondu ont trouvé deux réparateurs dans la cour de la maison. La police a trouvé des preuves sur les lieux qui ont lié Phillip Adams à la fusillade.
Vers 21 h 0 HAE, la police a encerclé la maison des parents de Phillip Adams. Ils ont ensuite passé plusieurs heures à négocier avec Adams et ont envoyé un robot pour scanner la maison. Les parents de Phillip Adams ont été évacués de la maison et la police a retrouvé Phillip Adams mort à l'intérieur. La police a trouvé une arme de poing de calibre .45 et une arme de 9 mm à l'intérieur de la maison.

## Victimes
Parmi les victimes mortellement abattues figurent le docteur Robert Lesslie, 70 ans, sa femme Barbara, leurs deux petits-enfants et un homme travaillant à l'extérieur de la maison. Une sixième victime et collègue de travail, grièvement blessée lors de la fusillade, est transportée par avion vers un hôpital de Charlotte par la suite,,. Il meurt de ses blessures le 10 avril.
Lesslie était un médecin local éminent qui avait fondé deux centres de soins d'urgence. Il était chroniqueur pour une colonne médicale hebdomadaire du journal The Charlotte Observer et était auteur de livres de conseils médicaux.

## Conséquences
Phillip Adams n'avait aucun casier judiciaire. Son père, Alonzo, suggère que le football peut avoir joué un rôle dans le tir, déclarant dans une interview à WCNC-TV que le sport « l'a foiré ». Le président Joe Biden mentionne la fusillade dans un discours sur la réforme des armes à feu le 8 avril.